# زغال‌ماهی آلاسکا
زغال‌ماهی آلاسکا و یا آلاسکا پولاک گونه‌ای ماهی از خانواده روغن‌ماهیان (Gadidae) است. این ماهی نیمه‌لجُه‌زی (نیمه پلاژیک) است که به وفور در شمال اقیانوس آرام یافت می‌شود و بیشترین تراکم آن در شرق دریای برینگ است.
این ماهی بزرگ‌ترین منبع غذای دریایی در جهان است و بیش از ۳ میلیون تن از زغال‌ماهی آلاسکا در اقیانوس آرام شمالی از آلاسکا تا ژاپن صید می‌شوند. تنها حدود ۱.۵ میلیون تن از آن توسط ایالت متحده صید می‌شود که بیشتر آن از دریای برینگ می‌باشد.
زغال‌ماهی آلاسکا نسبت به زغال‌ماهی اطلس مزه‌ای ملایم‌تر و گوشتی سفید و کم‌روغن دارد و به‌صورت قطعات ناهم‌اندازه‌ای آن را برش داده پس از فرایند انجماد روانه بازار می‌کنند.
این ماهی در اروپا و آمریکا بعنوان ماده اولیه برای سوریمی بکار می‌رود. از این ماهی در فست‌فودهای معروفی مانند مک‌دونالدز، دیری کویینز و آربیز استفاده می‌شود.